# Rue de l'Accord (Molenbeek-Saint-Jean)
 (août 2025).
Motif : Rue sans notoriété évidente. Sources secondaires semblent absentes.
- Archive Wikiwix
- Bing
- Cairn
- DuckDuckGo
- E. Universalis
- Gallica
- Google
- G. Books
- G. News
- G. Scholar
- Persée
- Qwant
- (zh) Baidu
- (ru) Yandex
- (wd) trouver des œuvres sur Wikidata

| 1. | Préciser le motif de la pose du bandeau. | Précisez le motif de la pose du bandeau en utilisant la syntaxe suivante : {{admissibilité à vérifier\|date=août 2025\|motif=remplacez ce texte par le motif}}                                              |
| 2. | Informer les utilisateurs concernés.     | Pensez à avertir le créateur de l'article, par exemple, en insérant le code ci-dessous sur sa page de discussion : {{subst:avertissement admissibilité à vérifier\|Rue de l'Accord (Molenbeek-Saint-Jean)}} |

Pour les articles homonymes, voir Rue de l'Accord.
La rue de l'Accord (en néerlandais: Akkoordstraat) est une rue bruxelloise de la commune de Molenbeek-Saint-Jean qui va de la rue Eugène Degorge au Boulevard Edmond Machtens en passant par la rue de la Mélodie.
La numérotation des habitations va de 1 à 13 pour le côté impair et de 2 à 16 pour le côté pair.